# Jan Wermer
Jan Wermer – pseudonim sióstr Agaty Miklaszewskiej i Maryny Miklaszewskiej.
Twórczość;
- 2004: teksty piosenek do musicalu Romeo i Julia[1][2].